# École centrale de Lyon
École centrale de Lyon, fondată în 1857, este o universitate tehnică de stat din Lyon (Franța).

## Secții
- Masterat

Domeniu: Inginerie
- Doctorat

Domenii: Inginerie mecanică, Inginerie civilă, Inginerie electrică, Automatică, Tehnologia Informației, Procesare de semnal, Microelectronică, Nanotehnologie, Acustică, Telecomunicații

## Absolvent celebru
- Laurent Naouri, bas-bariton francez[3]